# トヨタ博物館
トヨタ博物館（トヨタはくぶつかん）は、愛知県長久手市にある自動車に関する博物館。クルマ館と文化館で構成される。

## 概要
トヨタ自動車創立50周年記念事業の一環として、1989年（平成元年）4月に開館した。1993年（平成5年）度には本社ビルが第1回愛知まちなみ建築賞を受賞している。その後、1999年（平成11年）にトヨタ博物館開館10周年を記念して新館がオープンし、日本のモータリゼーションの歴史を人の暮らしと生活文化との関連で捉えた展示をしている。
トヨタ自動車の運営であるが、ガソリン自動車誕生から約100年間の自動車の歴史をテーマに、トヨタ車だけでなく19世紀末から20世紀にかけて製造された各国、各メーカーの自動車が体系的に展示されている。2019年（平成31年）4月17日には、開館30周年記念として「クルマ文化資料室」をオープンした。自動車に関連する物として明治時代の人力車も展示されている。
本館2階の常設展示を変更してカール・ベンツが1886年（明治19年）に造った初のガソリン車など72台を展示し、2016年（平成28年）1月に新装開館した。
本館3階の常設展示を従来の国産車と欧米車に分けていた展示を1950年代から10年ごとに5つの年代別に変更し、2017年（平成29年）1月4日に新装開館した。
展示車両はほとんどが動態保存となっており、イベントの際には敷地内を自走することがある。館内には整備工場が設置されており、展示車両の整備は整備工場で行われる。
新館2階の企画展示室では、収蔵車展などの企画展が行われる。また同2階の常設展示エリアは2019年（平成31年）4月17日に「クルマ文化資料室」に新装された。同時に館内の施設名も本館が「クルマ館」に、新館が「文化館」にそれぞれ変更された。
展示車以外にも車両収蔵庫に約70台ほど収容されており、春と秋に車両収蔵庫の見学ツアー（バックヤードツアー）が開催される。

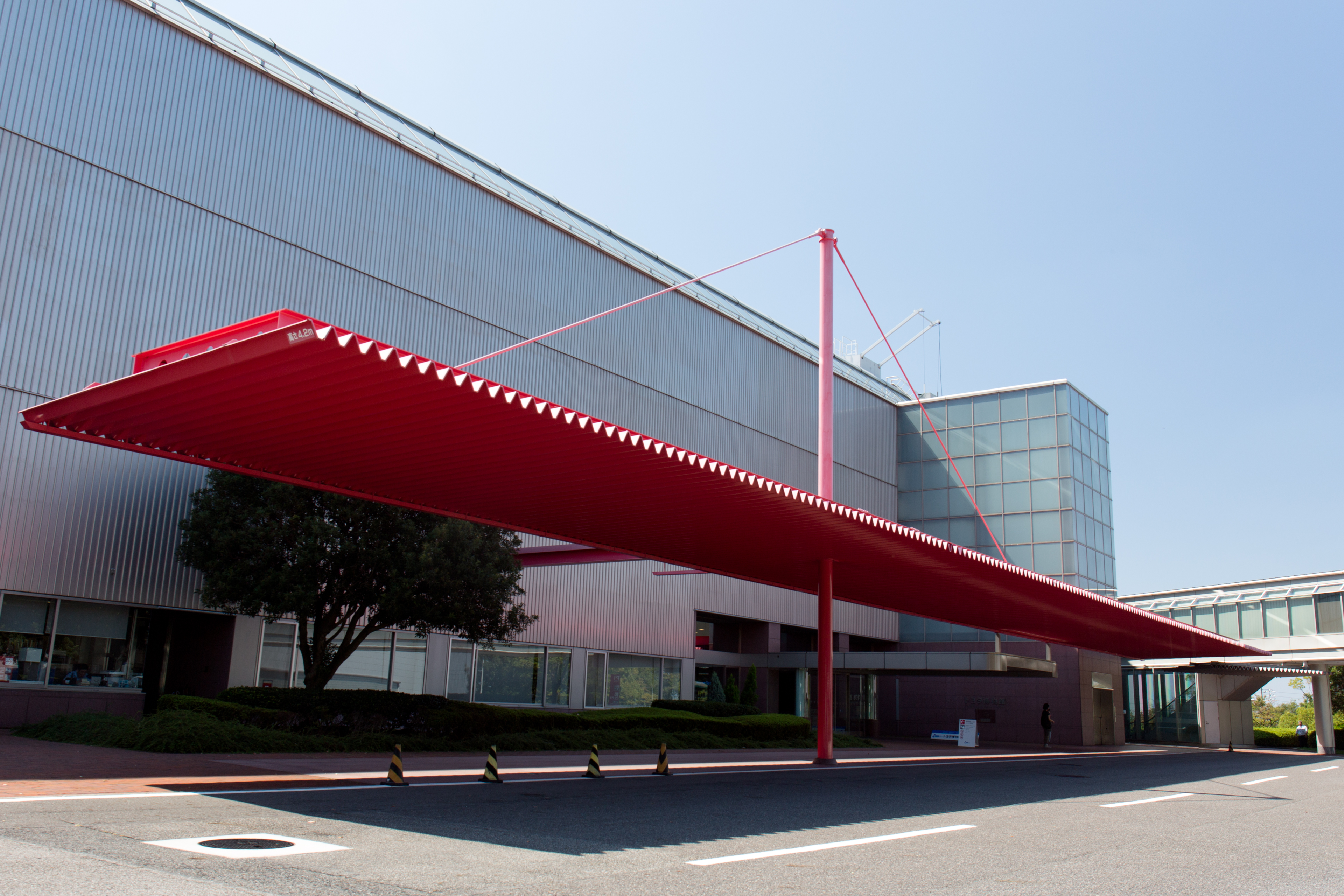
クルマ館（旧称：本館）
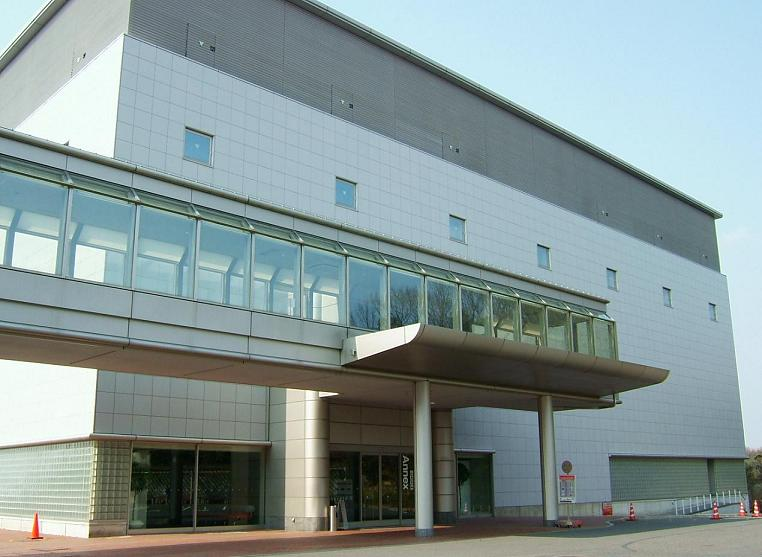
文化館（旧称：新館）

## 年表
- 1989年
  - 第21回中部建築賞受賞[6]
  - 4月 - 開館。当初は本館（当時、現・クルマ館）のみであった。
- 1994年 - 第1回愛知まちなみ建築賞受賞
- 1999年 - 開館10周年を記念して新館（当時、現・文化館）が開館。
- 2008年 - 当館所蔵の車両（トヨダ・AA型乗用車等）が近代化産業遺産に認定される[7][広報 3]。
- 2016年 - 本館の常設展示の大幅なリニューアルを一年かけて実施[4][広報 4]。
- 2017年1月4日 - 本館の常設展示のリニューアルが完了し、新装開館[4]。
- 2019年4月17日 - 新館の大幅な改装と共に、名称を文化館に変更。同時に本館もクルマ館と名称変更[広報 5][8]。
- 2020年
  - 2月29日 - 新型コロナウイルスの感染拡大防止の為同日より5月末頃[9]まで臨時休館[広報 6][広報 7][広報 8]。
  - 8月16日 - 第6回日本展示学会賞受賞[10]。
  - 10月25日 - 新型コロナウイルスの感染対策により、同年開催の「第31回 トヨタ博物館 クラシックカー・フェスティバル」の会場への入場が年間パスポート保有者及び長久手市民のみに限定された[広報 9][11]。
- 2022年
  - 10月7日 - 富士モータースポーツミュージアム（静岡県駿東郡小山町）が開館。トヨタ博物館が監修を務め[12][13]、同ミュージアムの設立に伴い、モータースポーツ関連の展示車両の数台[注釈 1]が移された。同ミュージアムの初代館長はトヨタ博物館館長の布垣直昭が兼任[13][14]。
  - 10月14日 - 同年10月9日に開催された「第33回 トヨタ博物館 クラシックカー・フェスティバル」の参加者及びスタッフに配られた弁当を食べた人の内、少なくとも50人が食中毒の症状を訴え、弁当を製造提供した博物館のレストラン「Aview」が同日付で保健所より営業禁止処分を受けた。尚トヨタ博物館は既にこの事態を受け、12日よりレストランを自主休業にしていた[広報 10][広報 11][15][16]。
  - 11月10日 - 上記「Aview」営業再開[広報 12]。

## 構成

### クルマ館
クルマ館では車両展示が行われており、付帯する施設としてレストランなどがある。

#### 常設展示実績のある主な自動車

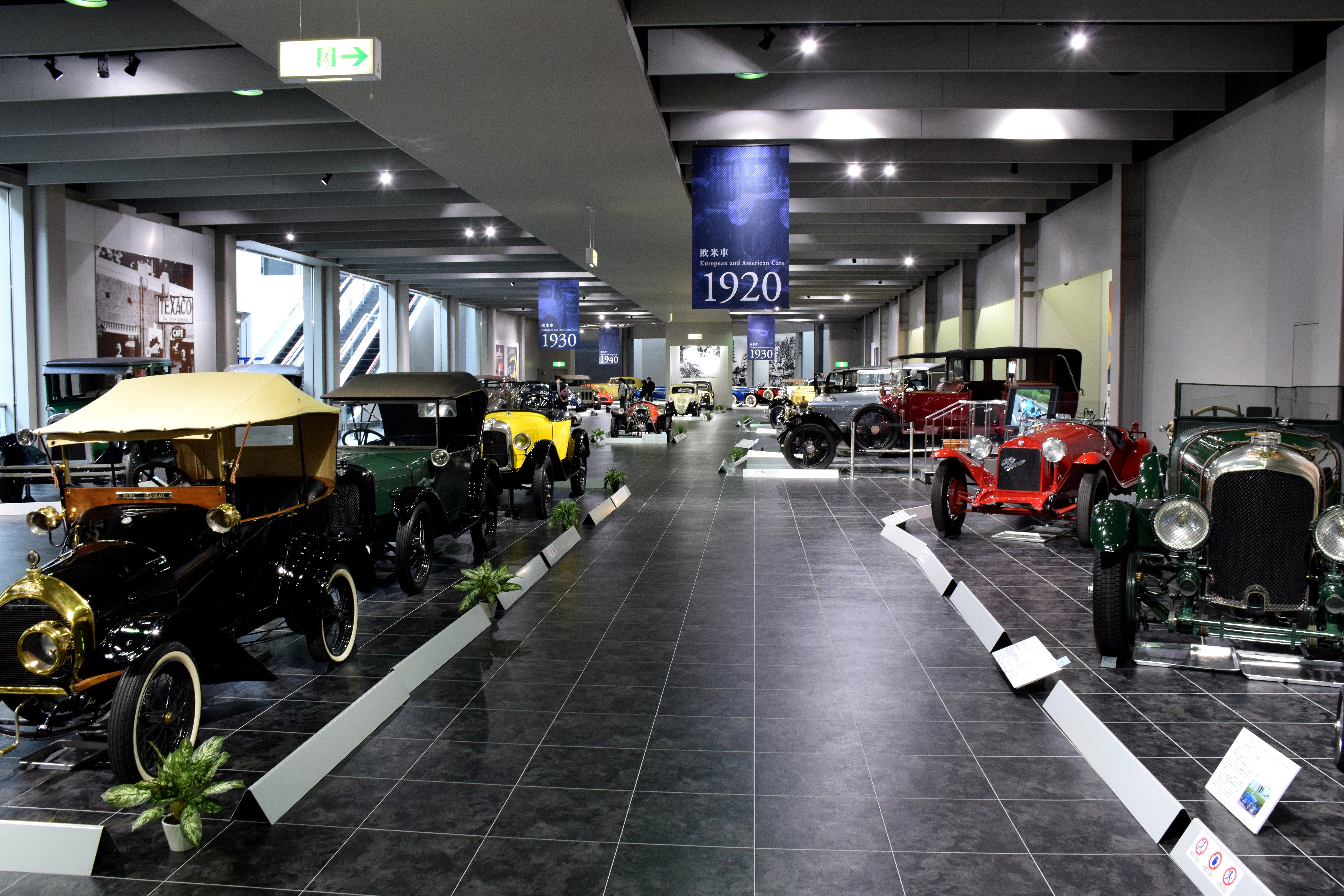
本館館内

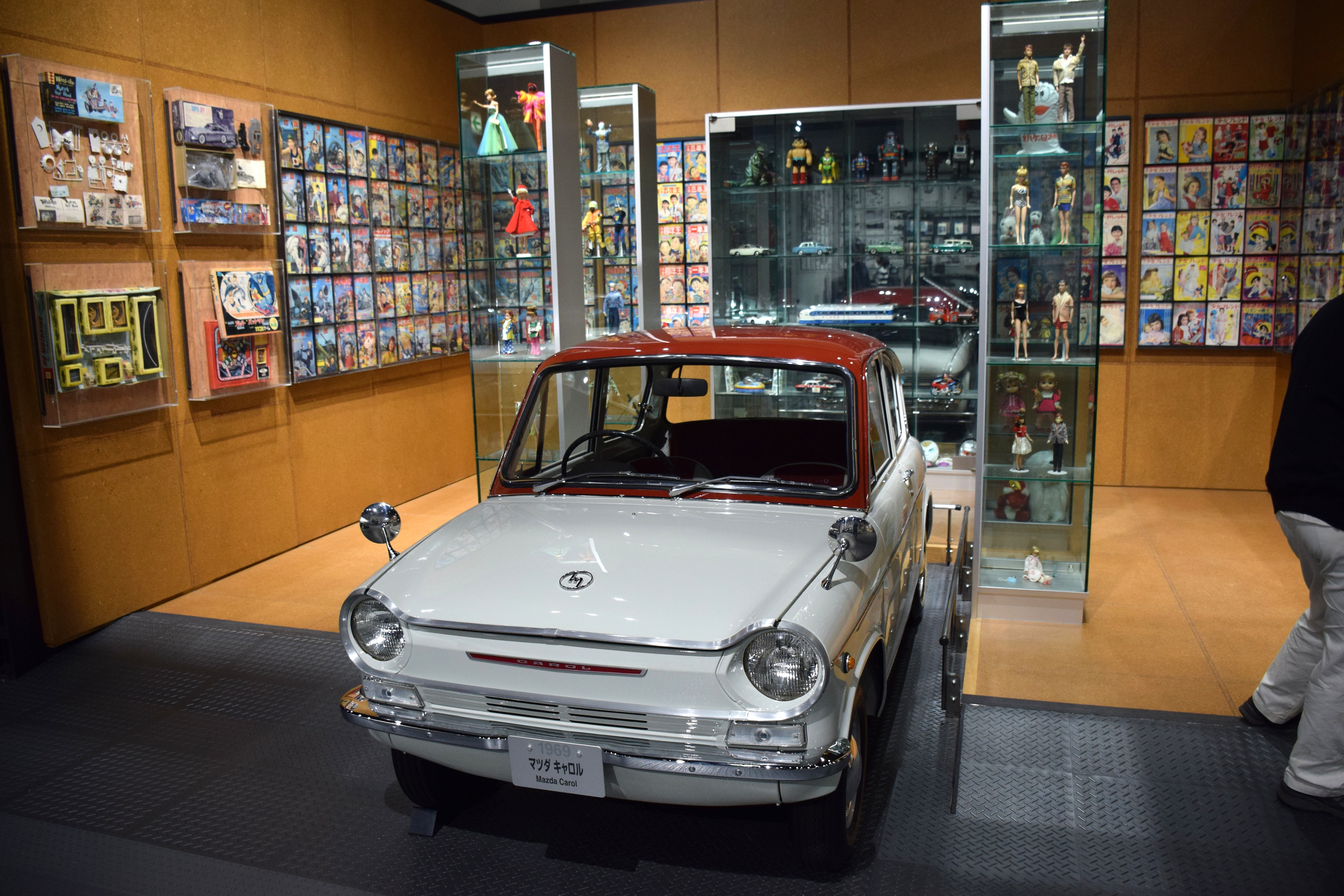
新館館内（リニューアル前）

現在の展示車両はトヨタ博物館 車両データベース 展示中を参照
- アルファロメオ・6C 1750 グランスポルト
- いすゞ・117クーペ PA90型
- イスパノ・スイザ・アルファンソ XIII
- ウィリス・ジープ
- オールズモビル・カーブドダッシュ
- カイザー・ヘンリーJ
- キャディラック・モデルA
- キャデラック・エルドラド・ビアリッツ（1959年（昭和34年））[4]
- シトロエン・5CV タイプC3
- シボレー・シリーズ490
- スバル360・K111型
- ダイハツ・ミゼット MP5型
- ダイハツ・ミゼット DKA型
- タッカー
- 筑波号
- デイムラー・タイプ45
- デソート・エアフロー（1934年（昭和9年））[17]
- デロリアン・DMC-12
- ドゥローニー・ペルビユタイプ HB6L
- ドディオン・ブートン 1 3/4HP
- トヨエース
- トヨダ・AA型乗用車（1936年（昭和11年））[17]
- トヨタ・7
- トヨタ・1600GT RT55型
- トヨタ・2000GT MF10型
- トヨタ・カローラ（1966年（昭和41年））[4]
- トヨタ・カローラレビン（AE86）
- トヨタ・スポーツ800
- トヨタトラック FH24型消防車
- トヨタ・プリウス（初代）
- ニッサン・プリンス・スカイライン 2000GT-B（S54型）
- 日産・スカイラインGT-R（BNR32）
- パッカード・トゥエルヴ（ルーズベルト大統領専用車）
- パナール・ルヴァッソール B2
- BMW・イセッタ（1959年（昭和34年））[4]
- BSモーター（モペッド）
- フォード・モデルT（T型フォード）
- フォード・モデル40
- プジョー・ベベ
- フライングフェザー
- ベンツ・ヴェロ
- ベンツ・パテント・モトールヴァーゲン（複製）
- ホンダ・シビック（1975年（昭和50年））[4]
- マツダ・コスモスポーツ L10B型
- 三菱・十字号（自転車）
- メルセデス・ベンツ300SL[18]
- メルセデス・ベンツ 500K
- モーリス・オックスフォード
- ロコモデル・スチームカー
- ロールスロイス・40/50HP シルバーゴースト
- 山羽式蒸気自動車（1904年（明治37年））国産車第一号

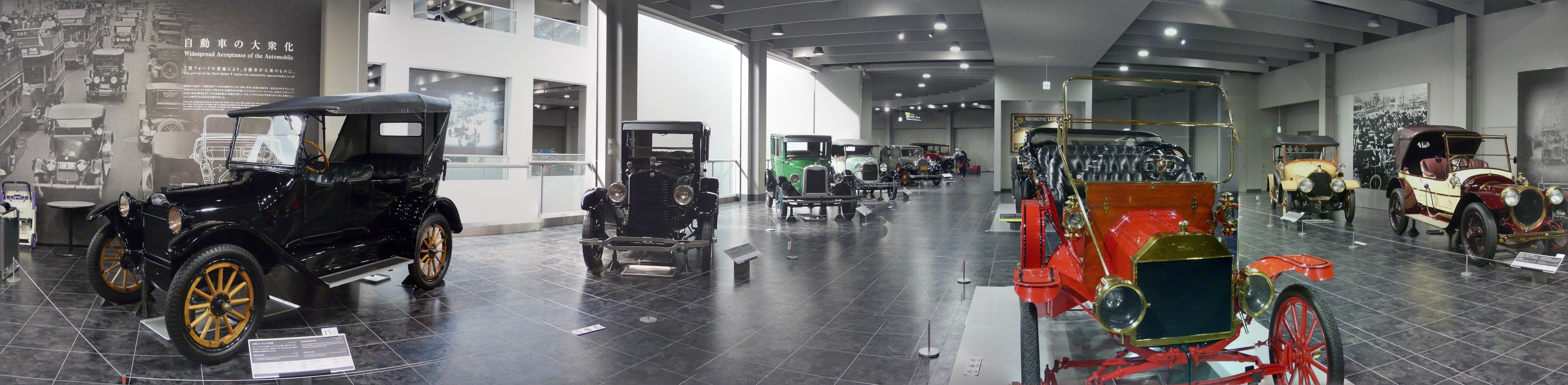
クルマ館館内

#### レストラン
館内にミュージアムレストラン AVIEW（アビュー）がある。「トヨタ博物館カレー」はおみやげとしても人気を博しており、トヨタ博物館にはミュージアムショップで販売されているほか、一部のトヨタディーラーでは販促用ノベルティとして配布している所もある。缶詰とレトルトの2種があり、それぞれ2種類と6種類のバリエーションがある。通信販売も行っている。

### 文化館

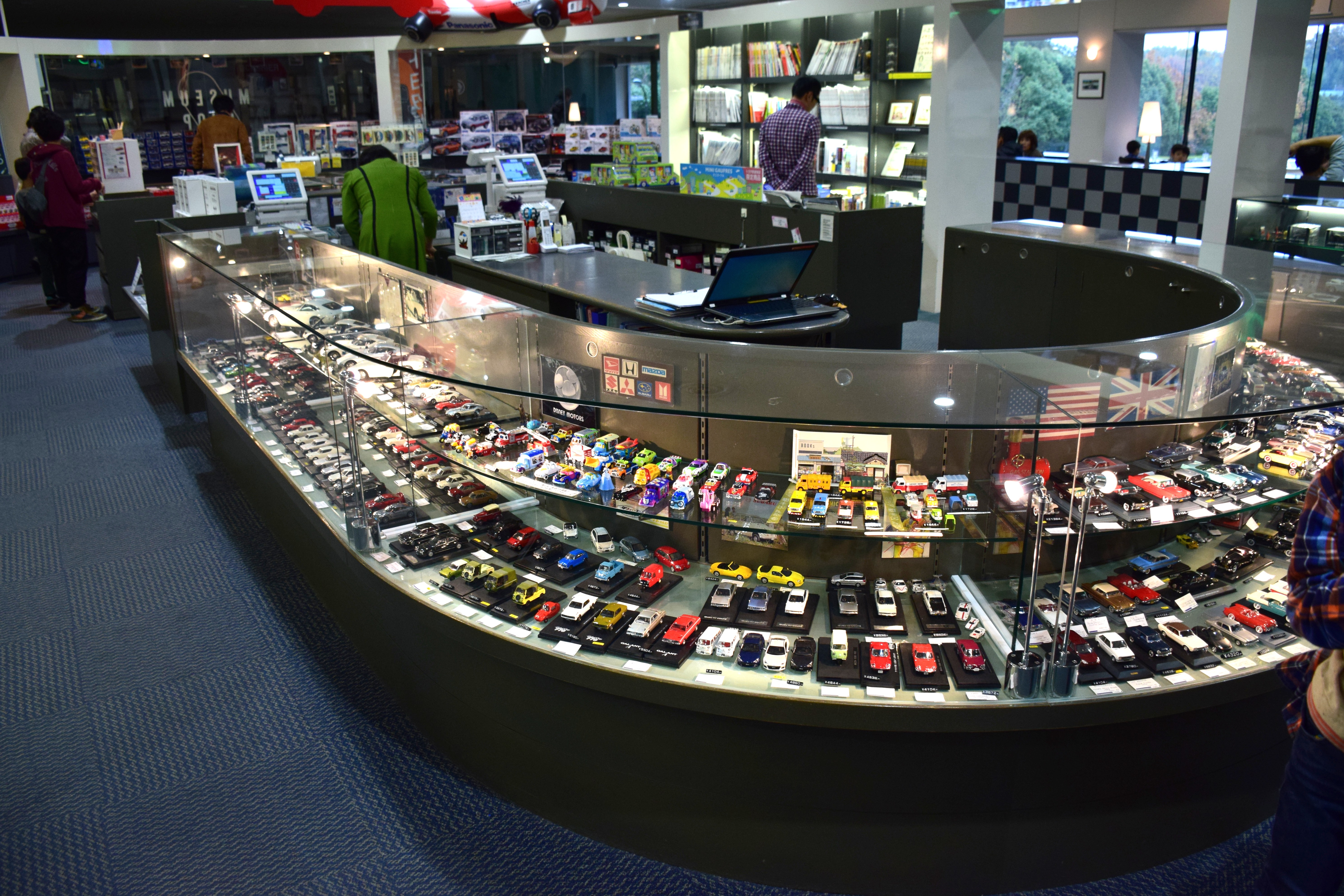
ミュージアムショップ

ミュージアムショップや体験工房（1階）、展示室（2階）、図書室（3階）などがある。

## 交通アクセス
鉄道
愛知高速交通東部丘陵線（リニモ） 芸大通駅下車 徒歩で約5分。
路線バス
名鉄バス トヨタ博物館前下車 徒歩で約5分。
自動車
駐車場300台（無料）愛知県道233号岩作諸輪線沿い。名古屋瀬戸道路長久手IC付近。